# Parishella
- Commons
- Wikispecies

Parishella é um gênero botânico pertencente à família Campanulaceae.